# طواف إيطاليا للسيدات 2012
طواف إيطاليا للسيدات 2012 (بالإيطالية: Giro Donne 2012)‏ هو سباق دراجات هوائية من فئة  2.1، وهو الموسم الثالث والعشرين من طواف إيطاليا للسيدات، وأقيم خلال الفترة من 29 يونيو 2012، وحتى 7 يوليو 2012 ضمن سباقات سباق الدراجات على الطريق للسيدات 2012 ‏، وشارك فيه  129 متسابقاً ووصل إلى نهايته  103 متسابقاً.
فاز بالمركز الأول ماريان فوس، وبالمركز الثاني إيما بولي، وبالمركز الثالث إيفلين ستيفنز، وفاز ماريان فوس في ترتيب النقاط، وكان الفائز حسب النقاط للشباب إليسا ونغو بورغيني، وكان الفائز في تصنيف الجبال إيما بولي.

## الفرق
| فرق سيدات محترفة (16)- AA Drink–leontien.nl ‏ - بيبينك ‏ - أيه آر مونكس برو سيكلينج للسيدات ‏ - Estado de México–Faren Kuota ‏ - ACS Cycling Chirio–Casa Giani ‏ - هايتك بوردكتس-ميسترال هوم 2012 ‏ - لوتو-بيليسول للسيدات 2012 ‏ - يو أي أيه تيم ‏ - Liv AlUla Jayco ‏ - ليف ريسينغ ‏ - RusVelo Women's Team ‏ - S.C. Michela Fanini Rox ‏ - كانيون–إس آر إيه إم ‏ - توب قيرلز فسى برتولو ‏ - Aromitalia–Basso Bikes–Vaiano ‏ - Verinlegno Fabiani‏ فريق وطني- فريق هولندا لركوب الدراجات للسيدات 2012 ‏ |  |
| |  |

## المراحل
| قائمة المراحل | قائمة المراحل | قائمة المراحل                         | قائمة المراحل      | قائمة المراحل | قائمة المراحل   | قائمة المراحل |
| المرحلة       | التاريخ       | الدورة                                |                    | المسافة (كم)  | الفائز بالمرحلة | القائد العام  |
| ------------- | ------------- | ------------------------------------- | ------------------ | ------------- | --------------- | ------------- |
| المرحلة 1     | 29 يونيو      | نابولي – تيراتشينا                    | مرحلة مستوية       | 139٫1         | ماريان فوس      | ماريان فوس    |
| المرحلة 2     | 30 يونيو      | روما – روما                           | فردي ضد الساعة     | 7٫2           | ماريان فوس      | ماريان فوس    |
| المرحلة 3     | 1 يوليو       | فيرنيو – كاستليوني دي بيبولي          | مرحلة جبلية        | 124           | إيفلين ستيفنز   | إيفلين ستيفنز |
| المرحلة 4     | 2 يوليو       | مونتكاتيني ترمي – مونتكاتيني ترمي     | مرحلة جبلية متوسطة | 98            | ماريان فوس      | ماريان فوس    |
| المرحلة 5     | 3 يوليو       | Polesella ‏ – مولينيلا                 | مرحلة مستوية       | 128           | تيفاني كرومويل  | ماريان فوس    |
| المرحلة 6     | 4 يوليو       | مودينا – سالسومادجوري تيرمي           | مرحلة جبلية        | 122٫2         | شيلي أولدز      | ماريان فوس    |
| المرحلة 7     | 5 يوليو       | Salice Terme ‏ – كاستانيولي ديلي لانزي | مرحلة جبلية متوسطة | 129٫1         | ماريان فوس      | ماريان فوس    |
| المرحلة 8     | 6 يوليو       | Mornago ‏ – Lonate Pozzolo ‏            | مرحلة مستوية       | 116٫2         | ماريان فوس      | ماريان فوس    |
| المرحلة 9     | 7 يوليو       | Sarnico ‏ – بيرغامو                    | مرحلة جبلية        | 106٫9         | إيما جوهانسون   | ماريان فوس    |

## النتيجة

### مرحلة 1
هي مرحلة مستوية، أقيمت في 29 يونيو 2012، وامتدّت لمسافة 139.1 كيلومتر. فاز بالمرحلة ماريان فوس، وكان متصدر الترتيب العام في نهاية المرحلة ماريان فوس، وكان المتصدر حسب ترتيب النقاط ماريان فوس، وكان المتصدر في ترتيب التسلق Aleksandra Sošenko ‏، وتصدر ترتيب النقاط للشباب كلو هوسكينغ، وكان قائد تصنيف الجنسيات جورجيا برونزيني.
| التصنيف العام          | التصنيف العام         | التصنيف العام                     | التصنيف العام | التصنيف العام |
| العداء                 | العداء                | الفريق                            | الوقت         |               |
| ---------------------- | --------------------- | --------------------------------- | ------------- | ------------- |
| 1                      | ماريان فوس            | ليف ريسينغ ‏                       | 3 س 48 د 21 ث |               |
| 2                      | شيلي أولدز            | AA Drink–leontien.nl ‏             | + 4 ث         |               |
| 3                      | جورجيا برونزيني       | أيه آر مونكس برو سيكلينج للسيدات ‏ | + 6 ث         |               |
| 4                      | كلو هوسكينغ           | كانيون–إس آر إيه إم ‏              | + 7 ث         |               |
| 5                      | Marta Tagliaferro ‏    | يو أي أيه تيم ‏                    | + 8 ث         |               |
| 6                      | Valentina Scandolara ‏ | S.C. Michela Fanini Rox ‏          | + 9 ث         |               |
| 7                      | Ina-Yoko Teutenberg ‏  | كانيون–إس آر إيه إم ‏              | + 10 ث        |               |
| 8                      | جوديث أرندت           | Liv AlUla Jayco ‏                  | + 10 ث        |               |
| 9                      | خايمي نيلسن           | Estado de México–Faren Kuota ‏     | + 10 ث        |               |
| 10                     | Monia Baccaille ‏      | يو أي أيه تيم ‏                    | + 10 ث        |               |
|                        |                       |                                   |               |               |
| مصدر: Cycling Quotient |                       |                                   |               |               |

### مرحلة 2
هي مرحلة من نوع سباق زمن فردي، أقيمت في 30 يونيو 2012، وامتدّت لمسافة 7.2 كيلومتر. فاز بالمرحلة ماريان فوس، وكان متصدر الترتيب العام في نهاية المرحلة ماريان فوس، وكان المتصدر حسب ترتيب النقاط ماريان فوس، وكان المتصدر في ترتيب التسلق Aleksandra Sošenko ‏، وتصدر ترتيب النقاط للشباب ألينا أمياليوسيك، وكان قائد تصنيف الجنسيات تاتيانا جوديرزو.
| التصنيف العام          | التصنيف العام      | التصنيف العام          | التصنيف العام | التصنيف العام |
| العداء                 | العداء             | الفريق                 | الوقت         |               |
| ---------------------- | ------------------ | ---------------------- | ------------- | ------------- |
| 1                      | ماريان فوس         | ليف ريسينغ ‏            | 3 س 57 د 11 ث |               |
| 2                      | كلارا هيوز         | كانيون–إس آر إيه إم ‏   | + 15 ث        |               |
| 3                      | شيلي أولدز         | AA Drink–leontien.nl ‏  | + 19 ث        |               |
| 4                      | جوديث أرندت        | Liv AlUla Jayco ‏       | + 22 ث        |               |
| 5                      | إيفلين ستيفنز      | كانيون–إس آر إيه إم ‏   | + 27 ث        |               |
| 6                      | ليندا فيلومسن      | Liv AlUla Jayco ‏       | + 28 ث        |               |
| 7                      | أولغا زابيلينسكايا | RusVelo Women's Team ‏  | + 29 ث        |               |
| 8                      | أنيميك فان فليوتن  | ليف ريسينغ ‏            | + 30 ث        |               |
| 9                      | إيما بولي          | AA Drink–leontien.nl ‏  | + 32 ث        |               |
| 10                     | إيما جوهانسون      | تيم كوب هايتك بوردكتس ‏ | + 34 ث        |               |
|                        |                    |                        |               |               |
| مصدر: Cycling Quotient |                    |                        |               |               |

### مرحلة 3
هي مرحلة جبلية، أقيمت في 1 يوليو 2012، وامتدّت لمسافة 124 كيلومتر. فاز بالمرحلة إيفلين ستيفنز، وكان متصدر الترتيب العام في نهاية المرحلة إيفلين ستيفنز، وكان المتصدر حسب ترتيب النقاط ماريان فوس، وكان المتصدر في ترتيب التسلق إيما بولي، وتصدر ترتيب النقاط للشباب إليسا ونغو بورغيني، وكان قائد تصنيف الجنسيات Fabiana Luperini ‏.
| التصنيف العام          | التصنيف العام      | التصنيف العام                 | التصنيف العام | التصنيف العام |
| العداء                 | العداء             | الفريق                        | الوقت         |               |
| ---------------------- | ------------------ | ----------------------------- | ------------- | ------------- |
| 1                      | إيفلين ستيفنز      | كانيون–إس آر إيه إم ‏          | 7 س 31 د 53 ث |               |
| 2                      | ماريان فوس         | ليف ريسينغ ‏                   | + 12 ث        |               |
| 3                      | إيما بولي          | AA Drink–leontien.nl ‏         | + 31 ث        |               |
| 4                      | Fabiana Luperini ‏  | Estado de México–Faren Kuota ‏ | + 1 د 01 ث    |               |
| 5                      | جوديث أرندت        | Liv AlUla Jayco ‏              | + 2 د 35 ث    |               |
| 6                      | كلوديا هاوسلر      | Liv AlUla Jayco ‏              | + 2 د 39 ث    |               |
| 7                      | تاتيانا جوديرزو    | يو أي أيه تيم ‏                | + 2 د 41 ث    |               |
| 8                      | إليسا ونغو بورغيني | تيم كوب هايتك بوردكتس ‏        | + 2 د 51 ث    |               |
| 9                      | آشلي مولمان        | لوتو بيليسول للسيدات ‏         | + 2 د 51 ث    |               |
| 10                     | أنيميك فان فليوتن  | ليف ريسينغ ‏                   | + 5 د 30 ث    |               |
|                        |                    |                               |               |               |
| مصدر: Cycling Quotient |                    |                               |               |               |

### مرحلة 4
هي مرحلة جبلية متوسطة، أقيمت في 2 يوليو 2012، وامتدّت لمسافة 98 كيلومتر. فاز بالمرحلة ماريان فوس، وكان متصدر الترتيب العام في نهاية المرحلة ماريان فوس، وكان المتصدر حسب ترتيب النقاط ماريان فوس، وكان المتصدر في ترتيب التسلق إيما بولي، وتصدر ترتيب النقاط للشباب إليسا ونغو بورغيني، وكان قائد تصنيف الجنسيات Fabiana Luperini ‏.
| التصنيف العام          | التصنيف العام      | التصنيف العام                 | التصنيف العام  | التصنيف العام |
| العداء                 | العداء             | الفريق                        | الوقت          |               |
| ---------------------- | ------------------ | ----------------------------- | -------------- | ------------- |
| 1                      | ماريان فوس         | ليف ريسينغ ‏                   | 10 س 16 د 54 ث |               |
| 2                      | إيفلين ستيفنز      | كانيون–إس آر إيه إم ‏          | + 1 د 31 ث     |               |
| 3                      | إيما بولي          | AA Drink–leontien.nl ‏         | + 2 د 07 ث     |               |
| 4                      | Fabiana Luperini ‏  | Estado de México–Faren Kuota ‏ | + 2 د 37 ث     |               |
| 5                      | تاتيانا جوديرزو    | يو أي أيه تيم ‏                | + 4 د 08 ث     |               |
| 6                      | كلوديا هاوسلر      | Liv AlUla Jayco ‏              | + 4 د 15 ث     |               |
| 7                      | جوديث أرندت        | Liv AlUla Jayco ‏              | + 4 د 25 ث     |               |
| 8                      | إليسا ونغو بورغيني | تيم كوب هايتك بوردكتس ‏        | + 5 د 00 ث     |               |
| 9                      | آشلي مولمان        | لوتو بيليسول للسيدات ‏         | + 5 د 00 ث     |               |
| 10                     | إيما جوهانسون      | تيم كوب هايتك بوردكتس ‏        | + 6 د 52 ث     |               |
|                        |                    |                               |                |               |
| مصدر: Cycling Quotient |                    |                               |                |               |

### مرحلة 5
هي مرحلة مستوية، أقيمت في 3 يوليو 2012، وامتدّت لمسافة 128 كيلومتر. فاز بالمرحلة تيفاني كرومويل، وكان متصدر الترتيب العام في نهاية المرحلة ماريان فوس، وكان المتصدر حسب ترتيب النقاط ماريان فوس، وكان المتصدر في ترتيب التسلق إيما بولي، وتصدر ترتيب النقاط للشباب إليسا ونغو بورغيني، وكان قائد تصنيف الجنسيات Fabiana Luperini ‏.
| التصنيف العام          | التصنيف العام      | التصنيف العام                 | التصنيف العام  | التصنيف العام |
| العداء                 | العداء             | الفريق                        | الوقت          |               |
| ---------------------- | ------------------ | ----------------------------- | -------------- | ------------- |
| 1                      | ماريان فوس         | ليف ريسينغ ‏                   | 13 س 33 د 19 ث |               |
| 2                      | إيفلين ستيفنز      | كانيون–إس آر إيه إم ‏          | + 1 د 31 ث     |               |
| 3                      | إيما بولي          | AA Drink–leontien.nl ‏         | + 2 د 07 ث     |               |
| 4                      | Fabiana Luperini ‏  | Estado de México–Faren Kuota ‏ | + 2 د 37 ث     |               |
| 5                      | تيفاني كرومويل     | Liv AlUla Jayco ‏              | + 3 د 46 ث     |               |
| 6                      | تاتيانا جوديرزو    | يو أي أيه تيم ‏                | + 4 د 08 ث     |               |
| 7                      | كلوديا هاوسلر      | Liv AlUla Jayco ‏              | + 4 د 15 ث     |               |
| 8                      | جوديث أرندت        | Liv AlUla Jayco ‏              | + 4 د 25 ث     |               |
| 9                      | إليسا ونغو بورغيني | تيم كوب هايتك بوردكتس ‏        | + 5 د 00 ث     |               |
| 10                     | آشلي مولمان        | لوتو بيليسول للسيدات ‏         | + 5 د 00 ث     |               |
|                        |                    |                               |                |               |
| مصدر: Cycling Quotient |                    |                               |                |               |

### مرحلة 6
هي مرحلة جبلية، أقيمت في 4 يوليو 2012، وامتدّت لمسافة 122.2 كيلومتر. فاز بالمرحلة شيلي أولدز، وكان متصدر الترتيب العام في نهاية المرحلة ماريان فوس، وكان المتصدر حسب ترتيب النقاط ماريان فوس، وكان المتصدر في ترتيب التسلق إيما بولي، وتصدر ترتيب النقاط للشباب إليسا ونغو بورغيني، وكان قائد تصنيف الجنسيات Fabiana Luperini ‏.
| التصنيف العام          | التصنيف العام      | التصنيف العام                 | التصنيف العام  | التصنيف العام |
| العداء                 | العداء             | الفريق                        | الوقت          |               |
| ---------------------- | ------------------ | ----------------------------- | -------------- | ------------- |
| 1                      | ماريان فوس         | ليف ريسينغ ‏                   | 16 س 03 د 07 ث |               |
| 2                      | إيفلين ستيفنز      | كانيون–إس آر إيه إم ‏          | + 1 د 44 ث     |               |
| 3                      | إيما بولي          | AA Drink–leontien.nl ‏         | + 2 د 20 ث     |               |
| 4                      | Fabiana Luperini ‏  | Estado de México–Faren Kuota ‏ | + 2 د 57 ث     |               |
| 5                      | تيفاني كرومويل     | Liv AlUla Jayco ‏              | + 4 د 06 ث     |               |
| 6                      | تاتيانا جوديرزو    | يو أي أيه تيم ‏                | + 4 د 14 ث     |               |
| 7                      | كلوديا هاوسلر      | Liv AlUla Jayco ‏              | + 4 د 21 ث     |               |
| 8                      | جوديث أرندت        | Liv AlUla Jayco ‏              | + 4 د 31 ث     |               |
| 9                      | إليسا ونغو بورغيني | تيم كوب هايتك بوردكتس ‏        | + 5 د 15 ث     |               |
| 10                     | آشلي مولمان        | لوتو بيليسول للسيدات ‏         | + 5 د 20 ث     |               |
|                        |                    |                               |                |               |
| مصدر: Cycling Quotient |                    |                               |                |               |

### مرحلة 7
هي مرحلة جبلية متوسطة، أقيمت في 5 يوليو 2012، وامتدّت لمسافة 129.1 كيلومتر. فاز بالمرحلة ماريان فوس، وكان متصدر الترتيب العام في نهاية المرحلة ماريان فوس، وكان المتصدر حسب ترتيب النقاط ماريان فوس، وكان المتصدر في ترتيب التسلق إيما بولي، وتصدر ترتيب النقاط للشباب إليسا ونغو بورغيني، وكان قائد تصنيف الجنسيات Fabiana Luperini ‏.
| التصنيف العام          | التصنيف العام      | التصنيف العام                 | التصنيف العام  | التصنيف العام |
| العداء                 | العداء             | الفريق                        | الوقت          |               |
| ---------------------- | ------------------ | ----------------------------- | -------------- | ------------- |
| 1                      | ماريان فوس         | ليف ريسينغ ‏                   | 19 س 20 د 41 ث |               |
| 2                      | إيفلين ستيفنز      | كانيون–إس آر إيه إم ‏          | + 1 د 54 ث     |               |
| 3                      | إيما بولي          | AA Drink–leontien.nl ‏         | + 2 د 30 ث     |               |
| 4                      | Fabiana Luperini ‏  | Estado de México–Faren Kuota ‏ | + 3 د 03 ث     |               |
| 5                      | تاتيانا جوديرزو    | يو أي أيه تيم ‏                | + 4 د 24 ث     |               |
| 6                      | كلوديا هاوسلر      | Liv AlUla Jayco ‏              | + 4 د 37 ث     |               |
| 7                      | جوديث أرندت        | Liv AlUla Jayco ‏              | + 4 د 41 ث     |               |
| 8                      | إليسا ونغو بورغيني | تيم كوب هايتك بوردكتس ‏        | + 5 د 31 ث     |               |
| 9                      | آشلي مولمان        | لوتو بيليسول للسيدات ‏         | + 5 د 36 ث     |               |
| 10                     | تيفاني كرومويل     | Liv AlUla Jayco ‏              | + 5 د 38 ث     |               |
|                        |                    |                               |                |               |
| مصدر: Cycling Quotient |                    |                               |                |               |

### مرحلة 8
هي مرحلة مستوية، أقيمت في 6 يوليو 2012، وامتدّت لمسافة 116.2 كيلومتر. فاز بالمرحلة ماريان فوس، وكان متصدر الترتيب العام في نهاية المرحلة ماريان فوس، وكان المتصدر حسب ترتيب النقاط ماريان فوس، وكان المتصدر في ترتيب التسلق إيما بولي، وتصدر ترتيب النقاط للشباب إليسا ونغو بورغيني، وكان قائد تصنيف الجنسيات Fabiana Luperini ‏.
| التصنيف العام          | التصنيف العام      | التصنيف العام                 | التصنيف العام  | التصنيف العام |
| العداء                 | العداء             | الفريق                        | الوقت          |               |
| ---------------------- | ------------------ | ----------------------------- | -------------- | ------------- |
| 1                      | ماريان فوس         | ليف ريسينغ ‏                   | 22 س 06 د 11 ث |               |
| 2                      | إيفلين ستيفنز      | كانيون–إس آر إيه إم ‏          | + 2 د 01 ث     |               |
| 3                      | إيما بولي          | AA Drink–leontien.nl ‏         | + 3 د 23 ث     |               |
| 4                      | Fabiana Luperini ‏  | Estado de México–Faren Kuota ‏ | + 3 د 56 ث     |               |
| 5                      | جوديث أرندت        | Liv AlUla Jayco ‏              | + 4 د 47 ث     |               |
| 6                      | تاتيانا جوديرزو    | يو أي أيه تيم ‏                | + 5 د 17 ث     |               |
| 7                      | كلوديا هاوسلر      | Liv AlUla Jayco ‏              | + 5 د 30 ث     |               |
| 8                      | إليسا ونغو بورغيني | تيم كوب هايتك بوردكتس ‏        | + 6 د 24 ث     |               |
| 9                      | آشلي مولمان        | لوتو بيليسول للسيدات ‏         | + 6 د 29 ث     |               |
| 10                     | تيفاني كرومويل     | Liv AlUla Jayco ‏              | + 6 د 31 ث     |               |
|                        |                    |                               |                |               |
| مصدر: Cycling Quotient |                    |                               |                |               |

### مرحلة 9
هي مرحلة جبلية، أقيمت في 7 يوليو 2012، وامتدّت لمسافة 106.9 كيلومتر. فاز بالمرحلة إيما جوهانسون، وكان متصدر الترتيب العام في نهاية المرحلة ماريان فوس.

## المشاركون
| ليف ريسينغ ‏ RBW | ليف ريسينغ ‏ RBW               | ليف ريسينغ ‏ RBW  |
| --------------- | ----------------------------- | ---------------- |
| م               | عداء                          | مرتبة            |
| 1               | ماريان فوس                    | 1                |
| 2               | Tatiana Antoshina ‏            | 19               |
| 3               | Liesbet De Vocht ‏ (زمني فردي) | 34               |
| 4               | لورين كيتشن                   | 83               |
| 5               | Sanne van Paassen ‏            | 46               |
| 6               | روكسان كنيتيمان               | 60               |
| 7               | Iris Slappendel ‏              | 75               |
| 8               | أنيميك فان فليوتن (طريق)      | لم يكمل السباق-8 |

| AA Drink–leontien.nl ‏ LNL | AA Drink–leontien.nl ‏ LNL | AA Drink–leontien.nl ‏ LNL |
| ------------------------- | ------------------------- | ------------------------- |
| م                         | عداء                      | مرتبة                     |
| 11                        | إيما بولي                 | 2                         |
| 12                        | لوسيندا براند             | 21                        |
| 13                        | Jessie Daams ‏             | 52                        |
| 14                        | Marieke van Wanroij ‏      | 79                        |
| 15                        | شارون لاوس (طريق)         | 16                        |
| 16                        | Shelley Olds              | 27                        |
| 17                        | لوسي مارتن                | 92                        |
| 18                        | Lizzie Armitstead         | لم يبدأ-7                 |

| لوتو بيليسول للسيدات ‏ LBL | لوتو بيليسول للسيدات ‏ LBL | لوتو بيليسول للسيدات ‏ LBL |
| ------------------------- | ------------------------- | ------------------------- |
| م                         | عداء                      | مرتبة                     |
| 21                        | روبين دي جروت             | 61                        |
| 22                        | Ludivine Henrion ‏         | 84                        |
| 23                        | آشلي مولمان (طريق)        | 10                        |
| 24                        | تشيريز ويليت (زمني فردي)  | 50                        |
| 25                        | جوانا فان دي فينكل        | 15                        |
| 26                        | آن صوفي دويك              | 66                        |
| 27                        | ليز أوليفييه              | 25                        |

| Liv AlUla Jayco ‏ GEW | Liv AlUla Jayco ‏ GEW           | Liv AlUla Jayco ‏ GEW |
| -------------------- | ------------------------------ | -------------------- |
| م                    | عداء                           | مرتبة                |
| 31                   | Claudia Häusler                | 8                    |
| 32                   | جوديث أرندت (طريق و زمني فردي) | 6                    |
| 33                   | Shara Gillow (زمني فردي)       | 18                   |
| 34                   | Loes Gunnewijk ‏                | 36                   |
| 35                   | Linda Villumsen                | 20                   |
| 36                   | جيسي ماكلين ‏                   | 76                   |
| 37                   | أماندا سبرات (طريق)            | لم يبدأ-9            |
| 38                   | تيفاني كرومويل                 | 11                   |

| RusVelo Women's Team ‏ RVL | RusVelo Women's Team ‏ RVL      | RusVelo Women's Team ‏ RVL |
| ------------------------- | ------------------------------ | ------------------------- |
| م                         | عداء                           | مرتبة                     |
| 42                        | Natalja Bojarskaja             | لم يكمل السباق-4          |
| 43                        | Evgeniya Augustinas ‏           | لم يكمل السباق-3          |
| 44                        | رومي كاسبر                     | 28                        |
| 45                        | Alina Bondarenko‏               | لم يكمل السباق-3          |
| 46                        | هانكا كبفرناجيل                | لم يكمل السباق-4          |
| 47                        | Irina Molicheva ‏               | لم يبدأ-5                 |
| 48                        | أولغا زابيلينسكايا (زمني فردي) | لم يبدأ-5                 |

| تيم كوب هايتك بوردكتس ‏ HPU | تيم كوب هايتك بوردكتس ‏ HPU       | تيم كوب هايتك بوردكتس ‏ HPU |
| -------------------------- | -------------------------------- | -------------------------- |
| م                          | عداء                             | مرتبة                      |
| 51                         | إيما جوهانسون (طريق و زمني فردي) | 5                          |
| 52                         | Sara Mustonen (cyclist) ‏         | 78                         |
| 53                         | إليسا ونغو بورغيني               | 9                          |
| 54                         | Lise Nøstvold ‏ (زمني فردي)       | لم يكمل السباق-9           |
| 55                         | Frøydis Meen Wærsted ‏            | لم يكمل السباق-3           |
| 56                         | Christel Ferrier-Bruneau ‏        | لم يكمل السباق-7           |
| 57                         | Sylwia Kapusta ‏                  | لم يبدأ-6                  |

| Estado de México–Faren Kuota ‏ FHT | Estado de México–Faren Kuota ‏ FHT | Estado de México–Faren Kuota ‏ FHT |
| --------------------------------- | --------------------------------- | --------------------------------- |
| م                                 | عداء                              | مرتبة                             |
| 61                                | نيكول كوك                         | 44                                |
| 62                                | Myfanwy Galloway‏                  | لم يكمل السباق-3                  |
| 63                                | خايمي نيلسن                       | 68                                |
| 64                                | غراسي إلفن                        | 74                                |
| 65                                | غيوسبينا غراسي                    | 62                                |
| 66                                | Jennifer Hohl ‏ (طريق)             | 65                                |
| 67                                | Fabiana Luperini ‏                 | 4                                 |
| 68                                | Yulia Blindyuk ‏ (طريق)            | 94                                |

| Aromitalia–Basso Bikes–Vaiano ‏ VAI | Aromitalia–Basso Bikes–Vaiano ‏ VAI | Aromitalia–Basso Bikes–Vaiano ‏ VAI |
| ---------------------------------- | ---------------------------------- | ---------------------------------- |
| م                                  | عداء                               | مرتبة                              |
| 71                                 | راسا ليليفيتو                      | 13                                 |
| 72                                 | Alyona Andruk ‏ (طريق)              | 63                                 |
| 73                                 | Valentina Bastianelli ‏             | 96                                 |
| 74                                 | Katažina Sosna ‏                    | 23                                 |
| 75                                 | Aleksandra Sošenko ‏                | 87                                 |
| 76                                 | Eleonora Spaliviero‏                | 90                                 |
| 77                                 | أليسيا مارتيني                     | 100                                |
| 78                                 | Anna Trevisi ‏                      | 97                                 |

| فريق هولندا لركوب الدراجات للسيدات 2012 ‏ NED | فريق هولندا لركوب الدراجات للسيدات 2012 ‏ NED | فريق هولندا لركوب الدراجات للسيدات 2012 ‏ NED |
| -------------------------------------------- | -------------------------------------------- | -------------------------------------------- |
| م                                            | عداء                                         | مرتبة                                        |
| 81                                           | Martine Bras ‏                                | 51                                           |
| 82                                           | Adrie Visser ‏                                | 41                                           |
| 83                                           | Charlotte Lenting‏                            | 103                                          |
| 84                                           | Birgit Lavrijssen ‏                           | 93                                           |
| 85                                           | أنا فان دير بريغين                           | 22                                           |
| 86                                           | Kim de Baat ‏                                 | 101                                          |
| 87                                           | Julia Soek ‏                                  | 80                                           |

| يو أي أيه تيم ‏ MCG | يو أي أيه تيم ‏ MCG          | يو أي أيه تيم ‏ MCG |
| ------------------ | --------------------------- | ------------------ |
| م                  | عداء                        | مرتبة              |
| 91                 | Monia Baccaille ‏            | 39                 |
| 92                 | مارتا باستيانيلي            | 53                 |
| 93                 | Alessandra Borchi ‏          | 55                 |
| 94                 | Valentina Carretta ‏         | 24                 |
| 95                 | تاتيانا جوديرزو (زمني فردي) | 7                  |
| 96                 | ماغورزاتا جاسيسكا           | 54                 |
| 97                 | Marta Tagliaferro ‏          | 30                 |
| 98                 | Susanna Zorzi ‏              | 49                 |

| أيه آر مونكس برو سيكلينج للسيدات ‏ DPZ | أيه آر مونكس برو سيكلينج للسيدات ‏ DPZ | أيه آر مونكس برو سيكلينج للسيدات ‏ DPZ |
| ------------------------------------- | ------------------------------------- | ------------------------------------- |
| م                                     | عداء                                  | مرتبة                                 |
| 101                                   | جورجيا برونزيني (طريق)                | 48                                    |
| 102                                   | Giada Borgato ‏ (طريق)                 | 56                                    |
| 103                                   | Inga Češulienė ‏ (طريق)                | 29                                    |
| 104                                   | Alessandra D'Ettorre ‏                 | 69                                    |
| 105                                   | Edita Janeliūnaitė ‏                   | 77                                    |
| 106                                   | Amber Pierce                          | 86                                    |
| 107                                   | Agnė Šilinytė ‏                        | 98                                    |
| 108                                   | Francesca Stefani‏                     | 89                                    |

| بيبينك ‏ BPK | بيبينك ‏ BPK                  | بيبينك ‏ BPK |
| ----------- | ---------------------------- | ----------- |
| م           | عداء                         | مرتبة       |
| 111         | Noemi Cantele ‏               | 17          |
| 112         | ألينا أمياليوسيك (زمني فردي) | 12          |
| 113         | Silvia Valsecchi ‏            | 73          |
| 114         | سيمونا فرايبسي               | 67          |
| 115         | Yuliya Martisova ‏            | 81          |
| 116         | Oxana Kozonchuk ‏             | 32          |
| 117         | إيلكه غيبهارت                | 35          |
| 118         | Petra Zrimšek ‏               | 37          |

| S.C. Michela Fanini Rox ‏ MIC | S.C. Michela Fanini Rox ‏ MIC     | S.C. Michela Fanini Rox ‏ MIC |
| ---------------------------- | -------------------------------- | ---------------------------- |
| م                            | عداء                             | مرتبة                        |
| 121                          | Grete Treier ‏ (طريق و زمني فردي) | مستبعد-1                     |
| 122                          | Alexandra Burtschenkowa          | 26                           |
| 123                          | Martina Růžičková ‏               | 43                           |
| 124                          | Michal Ella‏                      | لم يكمل السباق-3             |
| 125                          | Verónica Leal ‏                   | 45                           |
| 126                          | Valentina Scandolara ‏            | 64                           |
| 127                          | Lorena Foresi‏                    | 70                           |
| 128                          | Sara Grifi ‏                      | لم يكمل السباق-8             |

| توب قيرلز فسى برتولو ‏ TOG | توب قيرلز فسى برتولو ‏ TOG | توب قيرلز فسى برتولو ‏ TOG |
| ------------------------- | ------------------------- | ------------------------- |
| م                         | عداء                      | مرتبة                     |
| 131                       | Elena Berlato ‏            | 85                        |
| 132                       | Francesca Cauz ‏           | 33                        |
| 133                       | Erika Cecchel‏             | لم يكمل السباق-8          |
| 134                       | Jennifer Fiori ‏           | 58                        |
| 135                       | Viviana Gatto‏             | 31                        |
| 136                       | باربرا جوارشي             | لم يبدأ-7                 |
| 138                       | Doris Schweizer ‏          | 95                        |

| Verinlegno-Fabiani‏ GCV | Verinlegno-Fabiani‏ GCV | Verinlegno-Fabiani‏ GCV |
| ---------------------- | ---------------------- | ---------------------- |
| م                      | عداء                   | مرتبة                  |
| 141                    | Odette Bertolin‏        | 91                     |
| 143                    | روسيلا راتو            | 14                     |
| 145                    | Barbara Venerito‏       | لم يكمل السباق-5       |
| 146                    | Lara Vieceli ‏          | لم يكمل السباق-9       |
| 147                    | فلور فور               | لم يكمل السباق-1       |
| 148                    | Dorota Gregorowicz‏     | 99                     |

| كانيون–إس آر إيه إم ‏ SLU | كانيون–إس آر إيه إم ‏ SLU | كانيون–إس آر إيه إم ‏ SLU |
| ------------------------ | ------------------------ | ------------------------ |
| م                        | عداء                     | مرتبة                    |
| 151                      | Ina-Yoko Teutenberg ‏     | لم يبدأ-8                |
| 152                      | ليزا برينور              | 59                       |
| 153                      | كلو هوسكينغ              | 47                       |
| 154                      | Katie Colclough ‏         | 57                       |
| 155                      | شارلوت بيكر              | 38                       |
| 156                      | كلارا هيوز (زمني فردي)   | لم يبدأ-6                |
| 157                      | Ally Stacher ‏            | 72                       |
| 158                      | إيفلين ستيفنز            | 3                        |

| ACS Cycling Chirio–Casa Giani ‏ FCL | ACS Cycling Chirio–Casa Giani ‏ FCL | ACS Cycling Chirio–Casa Giani ‏ FCL |
| ---------------------------------- | ---------------------------------- | ---------------------------------- |
| م                                  | عداء                               | مرتبة                              |
| 161                                | Anastasia Chulkova ‏                | 82                                 |
| 162                                | Svetlana Pauliukaitė ‏              | لم يكمل السباق-6                   |
| 163                                | Whitney Gaggiol‏                    | لم يكمل السباق-6                   |
| 164                                | Uênia Fernandes de Souza ‏          | 88                                 |
| 165                                | Liza Rachetto ‏                     | 71                                 |
| 166                                | Patricia Schwager ‏ (زمني فردي)     | 40                                 |
| 167                                | Tetyana Riabchenko                 | 42                                 |
| 168                                | Federica Primavera ‏                | 102                                |

| ليف ريسينغ ‏ RBW | ليف ريسينغ ‏ RBW               | ليف ريسينغ ‏ RBW  |
| --------------- | ----------------------------- | ---------------- |
| م               | عداء                          | مرتبة            |
| 1               | ماريان فوس                    | 1                |
| 2               | Tatiana Antoshina ‏            | 19               |
| 3               | Liesbet De Vocht ‏ (زمني فردي) | 34               |
| 4               | لورين كيتشن                   | 83               |
| 5               | Sanne van Paassen ‏            | 46               |
| 6               | روكسان كنيتيمان               | 60               |
| 7               | Iris Slappendel ‏              | 75               |
| 8               | أنيميك فان فليوتن (طريق)      | لم يكمل السباق-8 |

| AA Drink–leontien.nl ‏ LNL | AA Drink–leontien.nl ‏ LNL | AA Drink–leontien.nl ‏ LNL |
| ------------------------- | ------------------------- | ------------------------- |
| م                         | عداء                      | مرتبة                     |
| 11                        | إيما بولي                 | 2                         |
| 12                        | لوسيندا براند             | 21                        |
| 13                        | Jessie Daams ‏             | 52                        |
| 14                        | Marieke van Wanroij ‏      | 79                        |
| 15                        | شارون لاوس (طريق)         | 16                        |
| 16                        | Shelley Olds              | 27                        |
| 17                        | لوسي مارتن                | 92                        |
| 18                        | Lizzie Armitstead         | لم يبدأ-7                 |

| لوتو بيليسول للسيدات ‏ LBL | لوتو بيليسول للسيدات ‏ LBL | لوتو بيليسول للسيدات ‏ LBL |
| ------------------------- | ------------------------- | ------------------------- |
| م                         | عداء                      | مرتبة                     |
| 21                        | روبين دي جروت             | 61                        |
| 22                        | Ludivine Henrion ‏         | 84                        |
| 23                        | آشلي مولمان (طريق)        | 10                        |
| 24                        | تشيريز ويليت (زمني فردي)  | 50                        |
| 25                        | جوانا فان دي فينكل        | 15                        |
| 26                        | آن صوفي دويك              | 66                        |
| 27                        | ليز أوليفييه              | 25                        |

| Liv AlUla Jayco ‏ GEW | Liv AlUla Jayco ‏ GEW           | Liv AlUla Jayco ‏ GEW |
| -------------------- | ------------------------------ | -------------------- |
| م                    | عداء                           | مرتبة                |
| 31                   | Claudia Häusler                | 8                    |
| 32                   | جوديث أرندت (طريق و زمني فردي) | 6                    |
| 33                   | Shara Gillow (زمني فردي)       | 18                   |
| 34                   | Loes Gunnewijk ‏                | 36                   |
| 35                   | Linda Villumsen                | 20                   |
| 36                   | جيسي ماكلين ‏                   | 76                   |
| 37                   | أماندا سبرات (طريق)            | لم يبدأ-9            |
| 38                   | تيفاني كرومويل                 | 11                   |

| RusVelo Women's Team ‏ RVL | RusVelo Women's Team ‏ RVL      | RusVelo Women's Team ‏ RVL |
| ------------------------- | ------------------------------ | ------------------------- |
| م                         | عداء                           | مرتبة                     |
| 42                        | Natalja Bojarskaja             | لم يكمل السباق-4          |
| 43                        | Evgeniya Augustinas ‏           | لم يكمل السباق-3          |
| 44                        | رومي كاسبر                     | 28                        |
| 45                        | Alina Bondarenko‏               | لم يكمل السباق-3          |
| 46                        | هانكا كبفرناجيل                | لم يكمل السباق-4          |
| 47                        | Irina Molicheva ‏               | لم يبدأ-5                 |
| 48                        | أولغا زابيلينسكايا (زمني فردي) | لم يبدأ-5                 |

| تيم كوب هايتك بوردكتس ‏ HPU | تيم كوب هايتك بوردكتس ‏ HPU       | تيم كوب هايتك بوردكتس ‏ HPU |
| -------------------------- | -------------------------------- | -------------------------- |
| م                          | عداء                             | مرتبة                      |
| 51                         | إيما جوهانسون (طريق و زمني فردي) | 5                          |
| 52                         | Sara Mustonen (cyclist) ‏         | 78                         |
| 53                         | إليسا ونغو بورغيني               | 9                          |
| 54                         | Lise Nøstvold ‏ (زمني فردي)       | لم يكمل السباق-9           |
| 55                         | Frøydis Meen Wærsted ‏            | لم يكمل السباق-3           |
| 56                         | Christel Ferrier-Bruneau ‏        | لم يكمل السباق-7           |
| 57                         | Sylwia Kapusta ‏                  | لم يبدأ-6                  |

| Estado de México–Faren Kuota ‏ FHT | Estado de México–Faren Kuota ‏ FHT | Estado de México–Faren Kuota ‏ FHT |
| --------------------------------- | --------------------------------- | --------------------------------- |
| م                                 | عداء                              | مرتبة                             |
| 61                                | نيكول كوك                         | 44                                |
| 62                                | Myfanwy Galloway‏                  | لم يكمل السباق-3                  |
| 63                                | خايمي نيلسن                       | 68                                |
| 64                                | غراسي إلفن                        | 74                                |
| 65                                | غيوسبينا غراسي                    | 62                                |
| 66                                | Jennifer Hohl ‏ (طريق)             | 65                                |
| 67                                | Fabiana Luperini ‏                 | 4                                 |
| 68                                | Yulia Blindyuk ‏ (طريق)            | 94                                |

| Aromitalia–Basso Bikes–Vaiano ‏ VAI | Aromitalia–Basso Bikes–Vaiano ‏ VAI | Aromitalia–Basso Bikes–Vaiano ‏ VAI |
| ---------------------------------- | ---------------------------------- | ---------------------------------- |
| م                                  | عداء                               | مرتبة                              |
| 71                                 | راسا ليليفيتو                      | 13                                 |
| 72                                 | Alyona Andruk ‏ (طريق)              | 63                                 |
| 73                                 | Valentina Bastianelli ‏             | 96                                 |
| 74                                 | Katažina Sosna ‏                    | 23                                 |
| 75                                 | Aleksandra Sošenko ‏                | 87                                 |
| 76                                 | Eleonora Spaliviero‏                | 90                                 |
| 77                                 | أليسيا مارتيني                     | 100                                |
| 78                                 | Anna Trevisi ‏                      | 97                                 |

| فريق هولندا لركوب الدراجات للسيدات 2012 ‏ NED | فريق هولندا لركوب الدراجات للسيدات 2012 ‏ NED | فريق هولندا لركوب الدراجات للسيدات 2012 ‏ NED |
| -------------------------------------------- | -------------------------------------------- | -------------------------------------------- |
| م                                            | عداء                                         | مرتبة                                        |
| 81                                           | Martine Bras ‏                                | 51                                           |
| 82                                           | Adrie Visser ‏                                | 41                                           |
| 83                                           | Charlotte Lenting‏                            | 103                                          |
| 84                                           | Birgit Lavrijssen ‏                           | 93                                           |
| 85                                           | أنا فان دير بريغين                           | 22                                           |
| 86                                           | Kim de Baat ‏                                 | 101                                          |
| 87                                           | Julia Soek ‏                                  | 80                                           |

| يو أي أيه تيم ‏ MCG | يو أي أيه تيم ‏ MCG          | يو أي أيه تيم ‏ MCG |
| ------------------ | --------------------------- | ------------------ |
| م                  | عداء                        | مرتبة              |
| 91                 | Monia Baccaille ‏            | 39                 |
| 92                 | مارتا باستيانيلي            | 53                 |
| 93                 | Alessandra Borchi ‏          | 55                 |
| 94                 | Valentina Carretta ‏         | 24                 |
| 95                 | تاتيانا جوديرزو (زمني فردي) | 7                  |
| 96                 | ماغورزاتا جاسيسكا           | 54                 |
| 97                 | Marta Tagliaferro ‏          | 30                 |
| 98                 | Susanna Zorzi ‏              | 49                 |

| أيه آر مونكس برو سيكلينج للسيدات ‏ DPZ | أيه آر مونكس برو سيكلينج للسيدات ‏ DPZ | أيه آر مونكس برو سيكلينج للسيدات ‏ DPZ |
| ------------------------------------- | ------------------------------------- | ------------------------------------- |
| م                                     | عداء                                  | مرتبة                                 |
| 101                                   | جورجيا برونزيني (طريق)                | 48                                    |
| 102                                   | Giada Borgato ‏ (طريق)                 | 56                                    |
| 103                                   | Inga Češulienė ‏ (طريق)                | 29                                    |
| 104                                   | Alessandra D'Ettorre ‏                 | 69                                    |
| 105                                   | Edita Janeliūnaitė ‏                   | 77                                    |
| 106                                   | Amber Pierce                          | 86                                    |
| 107                                   | Agnė Šilinytė ‏                        | 98                                    |
| 108                                   | Francesca Stefani‏                     | 89                                    |

| بيبينك ‏ BPK | بيبينك ‏ BPK                  | بيبينك ‏ BPK |
| ----------- | ---------------------------- | ----------- |
| م           | عداء                         | مرتبة       |
| 111         | Noemi Cantele ‏               | 17          |
| 112         | ألينا أمياليوسيك (زمني فردي) | 12          |
| 113         | Silvia Valsecchi ‏            | 73          |
| 114         | سيمونا فرايبسي               | 67          |
| 115         | Yuliya Martisova ‏            | 81          |
| 116         | Oxana Kozonchuk ‏             | 32          |
| 117         | إيلكه غيبهارت                | 35          |
| 118         | Petra Zrimšek ‏               | 37          |

| S.C. Michela Fanini Rox ‏ MIC | S.C. Michela Fanini Rox ‏ MIC     | S.C. Michela Fanini Rox ‏ MIC |
| ---------------------------- | -------------------------------- | ---------------------------- |
| م                            | عداء                             | مرتبة                        |
| 121                          | Grete Treier ‏ (طريق و زمني فردي) | مستبعد-1                     |
| 122                          | Alexandra Burtschenkowa          | 26                           |
| 123                          | Martina Růžičková ‏               | 43                           |
| 124                          | Michal Ella‏                      | لم يكمل السباق-3             |
| 125                          | Verónica Leal ‏                   | 45                           |
| 126                          | Valentina Scandolara ‏            | 64                           |
| 127                          | Lorena Foresi‏                    | 70                           |
| 128                          | Sara Grifi ‏                      | لم يكمل السباق-8             |

| توب قيرلز فسى برتولو ‏ TOG | توب قيرلز فسى برتولو ‏ TOG | توب قيرلز فسى برتولو ‏ TOG |
| ------------------------- | ------------------------- | ------------------------- |
| م                         | عداء                      | مرتبة                     |
| 131                       | Elena Berlato ‏            | 85                        |
| 132                       | Francesca Cauz ‏           | 33                        |
| 133                       | Erika Cecchel‏             | لم يكمل السباق-8          |
| 134                       | Jennifer Fiori ‏           | 58                        |
| 135                       | Viviana Gatto‏             | 31                        |
| 136                       | باربرا جوارشي             | لم يبدأ-7                 |
| 138                       | Doris Schweizer ‏          | 95                        |

| Verinlegno-Fabiani‏ GCV | Verinlegno-Fabiani‏ GCV | Verinlegno-Fabiani‏ GCV |
| ---------------------- | ---------------------- | ---------------------- |
| م                      | عداء                   | مرتبة                  |
| 141                    | Odette Bertolin‏        | 91                     |
| 143                    | روسيلا راتو            | 14                     |
| 145                    | Barbara Venerito‏       | لم يكمل السباق-5       |
| 146                    | Lara Vieceli ‏          | لم يكمل السباق-9       |
| 147                    | فلور فور               | لم يكمل السباق-1       |
| 148                    | Dorota Gregorowicz‏     | 99                     |

| كانيون–إس آر إيه إم ‏ SLU | كانيون–إس آر إيه إم ‏ SLU | كانيون–إس آر إيه إم ‏ SLU |
| ------------------------ | ------------------------ | ------------------------ |
| م                        | عداء                     | مرتبة                    |
| 151                      | Ina-Yoko Teutenberg ‏     | لم يبدأ-8                |
| 152                      | ليزا برينور              | 59                       |
| 153                      | كلو هوسكينغ              | 47                       |
| 154                      | Katie Colclough ‏         | 57                       |
| 155                      | شارلوت بيكر              | 38                       |
| 156                      | كلارا هيوز (زمني فردي)   | لم يبدأ-6                |
| 157                      | Ally Stacher ‏            | 72                       |
| 158                      | إيفلين ستيفنز            | 3                        |

| ACS Cycling Chirio–Casa Giani ‏ FCL | ACS Cycling Chirio–Casa Giani ‏ FCL | ACS Cycling Chirio–Casa Giani ‏ FCL |
| ---------------------------------- | ---------------------------------- | ---------------------------------- |
| م                                  | عداء                               | مرتبة                              |
| 161                                | Anastasia Chulkova ‏                | 82                                 |
| 162                                | Svetlana Pauliukaitė ‏              | لم يكمل السباق-6                   |
| 163                                | Whitney Gaggiol‏                    | لم يكمل السباق-6                   |
| 164                                | Uênia Fernandes de Souza ‏          | 88                                 |
| 165                                | Liza Rachetto ‏                     | 71                                 |
| 166                                | Patricia Schwager ‏ (زمني فردي)     | 40                                 |
| 167                                | Tetyana Riabchenko                 | 42                                 |
| 168                                | Federica Primavera ‏                | 102                                |

## التصنيف العام النهائي
| التصنيف العام | التصنيف العام      | التصنيف العام                 | التصنيف العام  | التصنيف العام |
| العداء        | العداء             | الفريق                        | الوقت          |               |
| ------------- | ------------------ | ----------------------------- | -------------- | ------------- |
| 1             | ماريان فوس         | ليف ريسينغ ‏                   | 24 س 50 د 43 ث |               |
| 2             | إيما بولي          | AA Drink–leontien.nl ‏         | + 3 د 27 ث     |               |
| 3             | إيفلين ستيفنز      | كانيون–إس آر إيه إم ‏          | + 6 د 32 ث     |               |
| 4             | Fabiana Luperini ‏  | Estado de México–Faren Kuota ‏ | + 7 د 39 ث     |               |
| 5             | إيما جوهانسون      | تيم كوب هايتك بوردكتس ‏        | + 7 د 50 ث     |               |
| 6             | جوديث أرندت        | Liv AlUla Jayco ‏              | + 8 د 30 ث     |               |
| 7             | تاتيانا جوديرزو    | يو أي أيه تيم ‏                | + 9 د 00 ث     |               |
| 8             | كلوديا هاوسلر      | Liv AlUla Jayco ‏              | + 9 د 13 ث     |               |
| 9             | إليسا ونغو بورغيني | تيم كوب هايتك بوردكتس ‏        | + 10 د 07 ث    |               |
| 10            | آشلي مولمان        | لوتو بيليسول للسيدات ‏         | + 10 د 12 ث    |               |
|               |                    |                               |                |               |
|               |                    |                               |                |               |

### تصنيف النقاط
| تصنيف النقاط | تصنيف النقاط      | تصنيف النقاط                      | تصنيف النقاط | تصنيف النقاط |
| العداء       | العداء            | الفريق                            | النقاط       |              |
| ------------ | ----------------- | --------------------------------- | ------------ | ------------ |
| 1            | ماريان فوس        | ليف ريسينغ ‏                       | 107 نقطة     |              |
| 2            | إيما جوهانسون     | تيم كوب هايتك بوردكتس ‏            | 52 نقطة      |              |
| 3            | جوديث أرندت       | Liv AlUla Jayco ‏                  | 48 نقطة      |              |
| 4            | إيفلين ستيفنز     | كانيون–إس آر إيه إم ‏              | 47 نقطة      |              |
| 5            | شيلي أولدز        | AA Drink–leontien.nl ‏             | 43 نقطة      |              |
| 6            | جورجيا برونزيني   | أيه آر مونكس برو سيكلينج للسيدات ‏ | 37 نقطة      |              |
| 7            | إيما بولي         | AA Drink–leontien.nl ‏             | 32 نقطة      |              |
| 8            | Fabiana Luperini ‏ | Estado de México–Faren Kuota ‏     | 26 نقطة      |              |
| 9            | تاتيانا جوديرزو   | يو أي أيه تيم ‏                    | 17 نقطة      |              |
| 10           | Monia Baccaille ‏  | يو أي أيه تيم ‏                    | 17 نقطة      |              |
|              |                   |                                   |              |              |
|              |                   |                                   |              |              |

### تصنيف الجبال
| تصنيف الجبال | تصنيف الجبال        | تصنيف الجبال                   | تصنيف الجبال | تصنيف الجبال |
| العداء       | العداء              | الفريق                         | النقاط       |              |
| ------------ | ------------------- | ------------------------------ | ------------ | ------------ |
| 1            | إيما بولي           | AA Drink–leontien.nl ‏          | 43 نقطة      |              |
| 2            | إيفلين ستيفنز       | كانيون–إس آر إيه إم ‏           | 21 نقطة      |              |
| 3            | ماريان فوس          | ليف ريسينغ ‏                    | 16 نقطة      |              |
| 4            | ليندا فيلومسن       | Liv AlUla Jayco ‏               | 12 نقطة      |              |
| 5            | كلوديا هاوسلر       | Liv AlUla Jayco ‏               | 10 نقطة      |              |
| 6            | Fabiana Luperini ‏   | Estado de México–Faren Kuota ‏  | 10 نقطة      |              |
| 7            | إيما جوهانسون       | تيم كوب هايتك بوردكتس ‏         | 8 نقطة       |              |
| 8            | ماغورزاتا جاسيسكا   | يو أي أيه تيم ‏                 | 7 نقطة       |              |
| 9            | آشلي مولمان         | لوتو بيليسول للسيدات ‏          | 7 نقطة       |              |
| 10           | Aleksandra Sošenko ‏ | Aromitalia–Basso Bikes–Vaiano ‏ | 5 نقطة       |              |
|              |                     |                                |              |              |
|              |                     |                                |              |              |

## تصانيف فرعية

### تصنيف أفضل شاب
| تصنيف أفضل شاب | تصنيف أفضل شاب      | تصنيف أفضل شاب                           | تصنيف أفضل شاب | تصنيف أفضل شاب |
| العداء         | العداء              | الفريق                                   | الوقت          |                |
| -------------- | ------------------- | ---------------------------------------- | -------------- | -------------- |
| 1              | إليسا ونغو بورغيني  | تيم كوب هايتك بوردكتس ‏                   | 25 س 00 د 50 ث |                |
| 2              | ألينا أمياليوسيك    | بيبينك ‏                                  | + 5 د 11 ث     |                |
| 3              | روسيلا راتو         | Verinlegno-Fabiani ‏                      | + 13 د 12 ث    |                |
| 4              | لوسيندا براند       | AA Drink–leontien.nl ‏                    | + 28 د 42 ث    |                |
| 5              | أنا فان دير بريغين  | فريق هولندا لركوب الدراجات للسيدات 2012 ‏ | + 30 د 10 ث    |                |
| 6              | Katažina Sosna ‏     | Aromitalia–Basso Bikes–Vaiano ‏           | + 30 د 50 ث    |                |
| 7              | Valentina Carretta ‏ | يو أي أيه تيم ‏                           | + 31 د 42 ث    |                |
| 8              | Marta Tagliaferro ‏  | يو أي أيه تيم ‏                           | + 45 د 11 ث    |                |
| 9              | Viviana Gatto ‏      | توب قيرلز فسى برتولو ‏                    | + 45 د 24 ث    |                |
| 10             | Francesca Cauz ‏     | توب قيرلز فسى برتولو ‏                    | + 47 د 19 ث    |                |
|                |                     |                                          |                |                |
|                |                     |                                          |                |                |